# U.S. National Championships 1962
Gli U.S. National Championships 1962 (conosciuti oggi come US Open) sono stati l'82ª edizione degli U.S. National Championships e quarta prova stagionale dello Slam per il 1962. I tornei di singolare e doppio misto si sono disputati al West Side Tennis Club nel quartiere di Forest Hills di New York, quelli di doppio maschile e femminile al Longwood Cricket Club di Chestnut Hill, negli Stati Uniti.
Il singolare maschile è stato vinto dall'australiano Rod Laver, che si è imposto sul connazionale Roy Emerson in quattro set col punteggio di 6–2, 6–4, 5–7, 6–4. Il singolare femminile è stato vinto dall'australiana Margaret Court, che ha battuto in finale la statunitense Darlene Hard. Nel doppio maschile si sono imposti Rafael Osuna e Antonio Palafox. Nel doppio femminile hanno trionfato Darlene Hard e Maria Bueno. Nel doppio misto la vittoria è andata a Margaret Smith, in coppia con Fred Stolle.

## Seniors

### Singolare maschile
Rod Laver ha battuto in finale  Roy Emerson con il punteggio di 6–2, 6–4, 5–7, 6–4.

### Singolare femminile
Margaret Court ha battuto in finale  Darlene Hard con il punteggio di 9–7, 6–4.

### Doppio maschile
Rafael Osuna /  Antonio Palafox hanno battuto in finale  Chuck McKinley /  Dennis Ralston con il punteggio di 6–4, 10–12, 1–6, 9–7, 6–3.

### Doppio femminile
Darlene Hard /  Maria Bueno hanno battuto in finale  Karen Hantze Susman /  Billie Jean King con il punteggio di 4–6, 6–3, 6–2.

### Doppio misto
Margaret Smith /  Fred Stolle hanno battuto in finale  Lesley Turner /  Frank Froehling con il punteggio di 7–5, 6–2.